# 昭通杜鹃
昭通杜鹃（学名：Rhododendron tsaii）为杜鹃花科杜鹃花属下的一个种。

## 扩展阅读
維基物種上的相關：昭通杜鹃